# Ихтият
Ихтият (араб. احتياط‎) — шариатский термин, означающий предосторожность. Используется в основном в шиитском фикхе, имеет несколько значений.

## Предосторожность обязательная и желательная
В трудах по шиитскому фикху (в частности, в трактатах муджтахидов) получили распространение термины «аль-ихтият аль-ваджиб» (обязательная предосторожность) и «аль-ихтият аль-мустахабб» (желательная предосторожность). Так, если муджтахид по какому-то вопросу фикха не дал фетву, а вынес вердикт с пометкой «обязательная предосторожность» (например, запретил что-то из обязательной предосторожности или же по этим же соображениям вменил в обязанность), это означает, что, исследуя конкретную правовую проблему и изучая сакральные источники, муджтахид не достиг такой степени уверенности в искомом решении, чтобы вынести безоговорочную фетву. В таком случае он даёт не фетву, а обязательную предосторожность, и у последователя есть два варианта:
- Последовать предосторожности и воздержаться от совершения действия, запрещённого в соответствии с аль-ихтият аль-ваджиб (или, наоборот, из обязательной предосторожности исполнить какое-то действие).
- Обратиться по данному вопросу к фетве другого муджтахида, примерно равного первому по своим познаниям.

Некоторые шиитские учёные разрешают следовать нескольким разным муджтахидам в разных вопросах шариата, в то время как другие учёные не считают это допустимым.

## Ихтият в таклиде
В любом «Толковании шариатских положений» любого шиитского муджтахида в главе «Таклид» сказано, что у верующего шиита и верующей шиитки есть три альтернативы в том, как исполнять законы ислама:
- Если он является муджтахидом, тогда таклид для него запрещён, ибо он сам в состоянии извлекать шариатские нормы из их источников — Корана и Сунны;
- Если мукаллаф (человек, обязанный соблюдать шариатские нормы) не является муджтахидом, то первая стратегия заключается в том, что он должен выбрать для себя самого компетентного муджтахида (или же нескольких муджтахидов, каждый из которых наиболее компетентен в какой-то конкретной области), и начать делать ему таклид, то есть следовать его фетвам в вопросах исламского права.
- Вторая стратегия сводится к тому, что если мукаллаф никому не делает таклид и не может выбрать для себя конкретного муджтахида, ему следует придерживаться ихтията. Ихтият в данном случае означает, что когда один из всех известных марджи ат-таклид разрешает некое действие, а другой его запрещает, следует воздерживаться от его совершения. И, наоборот, если хотя бы один из авторитетных муджтахидов считает нечто обязательным (ваджиб), а другие — просто желательным (мустахабб), выбравший ихтият должен непременно совершить это действие.

## Практический ихтият
Каждый верующий мусульманин в той или иной степени использует ихтият в своей религиозной практике. В частности, это касается намаза и поста.
Так, ярким примером ихтията в месяц Рамадан является введение в расписание намазов такого условного понятия, как имсак: хотя ислам разрешает мусульманам продолжать утренний завтрак (сухур) вплоть до азана утреннего намаза фаджр, многие верующие придерживаются ихтията и прекращают утренний приём пищи раньше, поскольку иногда бывает трудно определить точное время фаджра. Имсак — это как раз то время, до которого утренний намаз гарантированно не наступает. То же самое касается и вечернего разговения — ифтара: если в суннитском фикхе разрешается читать вечерний намаз магриб сразу после захода солнца, то в джафаритском мазхабе из предосторожности (ихтият) необходимо дождаться ещё и ухода красноты с горизонта на востоке. Тем самым, шиитский ифтар позже суннитского в среднем на 15—20 минут. Но составители шиитского расписания намазов часто практикуют и дополнительный ихтият, добавляя к этому времени ещё 10—15 минут.
Что касается ежедневных намазов, то ихтият заключается в том, чтобы выжидать примерно 15 минут после указанного в расписании времени, и только после этого приступать к молитве. Это делается со скидкой на погрешность астрономических вычислений и часов.